# United Nations Special Committee for South West Africa
Das United Nations Special Committee for South West Africa (deutsch etwa UN-Sonderausschuss für Südwestafrika) war ein Sonderausschuss, den eine Vollversammlung der Vereinten Nationen am 14. Dezember 1961 auf der Basis eines Memorandums der SWAPO und SWANU einsetzte. Dieses Gremium bestand aus Vertretern der sieben Staaten Brasilien, Burma, Mexiko, Norwegen, Philippinen, Somalia und Togo.
Die Mitglieder wurden vom Präsidenten der UN-Vollversammlung ernannt. Vorsitzender des Sonderausschusses wurde ein philippinischer UN-Vertreter, Victorio D. Carpio, und dessen Stellvertreter, der Mexikaner Salvador Martinez de Alva.

## Aufgaben
Die Vollversammlung erteilte dem Sonderausschuss folgende Ziele, die er in Konsultationen mit der Mandatsmacht Südafrika erreichen sollte:
- Ein Besuch Südwestafrikas vor Mai 1962.
- Der Abzug aller Militärkräfte der Republik Südafrika von Südwestafrika.
- Die Freilassung aller politischen Gefangenen ohne einen Unterschied bezüglich ihrer parteilichen oder ethnischen Zugehörigkeit.
- Die Aufhebung aller Gesetze oder Verordnungen, die die indigenen Bewohner der Reservate einschränken und ihre Bewegungsfreiheit begrenzen sowie jene, die ihnen Meinungs- und Versammlungsfreiheit versagen, und alle Gesetze und Verordnungen, die das inakzeptable System der Apartheid etablieren und aufrechterhalten.
- Vorbereitungen für allgemeine, freie Wahlen zu der Legislative Assembly (deutsch: Gesetzgebende Versammlung) zu treffen, beruhend auf einen Erwachsenenwahlrecht, die so bald als möglich unter der Leitung und Kontrolle der Vereinten Nationen stattfinden sollen.
- Die Beratung und Unterstützung der aus diesen Wahlen hervorgehenden Regierung zur Vorbereitung auf die volle staatliche Unabhängigkeit Südwestafrikas.
- Die Koordination eines ökonomischen und sozialen Beistands durch Sondermissionen, die die Bevölkerung im Bereich des sittlichen und materiellen Wohlstands fördern sollen.
- Die Rückkehr aller Einwohner nach Südwestafrika ohne dem Risiko einer Inhaftierung, Verhaftung und Bestrafung auf jede Art, wegen ihrer politischen Aktivitäten inner- oder außerhalb des Territoriums.

Die Durchführung der Mission wurde durch eine Einladung der südafrikanischen Regierung, namentlich des Premierministers Hendrik Verwoerd, erleichtert, da diese die UN-Resolution 1702 angenommen hatte. Anfang Mai 1962 trafen die UN-Vertreter in Pretoria ein und hatten zunächst umfangreiche Konsultationen mit Premierminister Verwoerd, dem Außenminister Eric Louw, dem südafrikanischen Geschäftsträger bei der UNO, Brand Fourie sowie weiteren hochrangigen Regierungsvertretern. Am 7. Mai stellte der Premierminister den Gästen ein Regierungsflugzeug zur Verfügung, das sie zu den Orten in Südwestafrika nach Wünschen der UN-Vertreter bringen solle.
Nach dem Besuch gab der Sonderausschuss gemeinsam mit der südafrikanischen Regierung im Mai 1962 eine Verlautbarung ab. Diese hatte zum Inhalt, dass weder Anzeichen für einen Genozid in Südwestafrika noch für eine Militarisierung des Gebiets unter Verletzung der UN-Mandatsbestimmungen gefunden wurden. Es würden durch Südafrika, so die Erklärung, keine Bedrohung für den internationalen Frieden und keine Sicherheitsrisiken durch die südafrikanische Verwaltung des Gebietes ausgehen.
Der Vorsitzende des Sonderausschusses befand sich während der finalen Verhandlungsgespräche mit den südafrikanischen Regierungsvertretern in einem Krankenhaus von Pretoria und war über die Erklärung voll informiert, wies aber die Verlautbarung vom Mai 1962 drei Wochen nach ihrer Veröffentlichung zurück. Sein Stellvertreter schloss sich dann dessen Auffassung auch an. Nach späteren Nachfrage erklärten beide UN-Vertreter, dass die ihnen gezeigten Orte in Südwestafrika ihnen keinen Anlass zu Beanstandungen gegeben hätten.

## Bericht vor der UN-Vollversammlung
Der offizielle Bericht des Sonderausschusses enthielt zum 28. Juli 1962 folgende Feststellungen:
- Die Verwaltung des Mandatsterritoriums ist durchzogen von einer rigorosen Anwendung der Apartheidspolitik.
- Die politische Linie, Methoden und Ziele der südafrikanischen Regierung bei der Verwaltung des Gebietes stehen im Widerspruch zu den Prinzipien und Absichten des Mandats, der Charta der Vereinten Nationen, der Allgemeinen Erklärung der Menschenrechte und einem aufgeklärten Menschheitsgewissen.
- Südafrika hat keine Neigung zu institutionellen Reformen oder zum Nachgeben in seiner Politik und seinen Methoden gezeigt und werde das Gebiet nicht fördern, so dass dessen Bevölkerung zur eigenen Selbstverwaltung oder staatlichen Unabhängigkeit fähig werde.
- Es sei das überwältigende Verlangen der schwarzen Bevölkerung, dass die Vereinten Nationen die direkte Verwaltung über das Gebiet übernehmen und alle vorbereitenden Schritte in die Wege leiten, die die Freiheit der einheimischen Bevölkerung so bald als möglich garantieren.
- Die UN-Vollversammlung soll ihre Aufmerksamkeit darauf legen, dass es künftig geboten sei, gegenüber der südafrikanischen Regierung in der Frage der Erfüllung der UN-Resolutionen unnachgiebig zu bleiben, falls jedoch nicht umsetzbar, die Möglichkeit des Mandatsentzugs in Betracht zu ziehen und gleichzeitig die Verwaltung des Gebietes selbst zu übernehmen und bei Bedarf Sanktionen zu verhängen oder die Anwendung anderer Mittel zur Durchsetzung der Erfüllung ihrer Beschlüsse oder Resolutionen zu veranlassen.

## Folgeentwicklungen
Der Bericht nahm keinen Bezug auf die kontroverse Verlautbarung und wurde im Sonderausschuss akzeptiert. Die Erklärung vom Mai 1962 behandelte man als unautorisiert und deshalb als nicht bindend. Die Regierung Südafrikas protestierte gegen den offiziellen Bericht und meinte, dass die Carpio-Affaire den Sonderausschuss nicht nur diskreditiert und bloßgestellt, sondern ebenso die Petenten in Südwestafrika, die UNO als politische Institution sowie den Afroasiatischen Block in besonderer Weise.
Im Dezember 1962 entband die UN-Vollversammlung den Sonderausschuss von seinen Aufgaben und übertrug die „Frage von Südwestafrika“ einem neuen Ausschuss, dem UN Special Committee on Colonialism. Diesem Gremium gehörten nun 24 Mitglieder an. Es waren die Vertreter von Australien, Äthiopien, Bulgarien, Chile, Dänemark, Elfenbeinküste, Indien, Iran, Irak, Italien, Jugoslawien, Kambodscha, Madagaskar, Mali, Polen, Schweden, Sierra Leone, der Sowjetunion, Syrien, Tansania, Tunesien, Venezuela sowie des Vereinigten Königreichs und den Vereinigten Staaten.

## Weblink
- United Nations: Resolutions adopted by the General Assembly during its seventheenth session, 18 September - 20 December 1962. Suppl. No. 17 (A/5217), New York 1963, S. 38–39 (PDF-Dokument S. 54–55) 17. Sitzungsperiode der UN-Vollversammlung, Entschlussfassungen hier am 14. Dezember 1962, auf www.un-documents.net (englisch)